# Município de Symmes (condado de Hamilton, Ohio)
O município de Symmes (em inglês: Symmes Township) é um município localizado no condado de Hamilton no estado estadounidense de Ohio. No ano de 2010 tinha uma população de 14.683 habitantes e uma densidade populacional de 654,86 pessoas por km².

## Geografia
O município de Symmes encontra-se localizado nas coordenadas 39° 15′ 28″ N, 84° 18′ 12″ O. Segundo a Departamento do Censo dos Estados Unidos, o município tem uma superfície total de 22.42 km², da qual 21.79 km² correspondem a terra firme e (2.83%) 0.63 km² é água.

## Demografia
Segundo o censo de 2010, tinha 14.683 habitantes residindo no município de Symmes. A densidade populacional era de 654,86 hab./km². Dos 14.683 habitantes, o município de Symmes estava composto pelo 81.67% brancos, o 5.36% eram afroamericanos, o 0.12% eram amerindios, o 9.24% eram asiáticos, o 0.12% eram insulares do Pacífico, o 1.55% eram de outras raças e o 1.94% pertenciam a duas ou mais raças. Do total da população o 3.98% eram hispanos ou latinos de qualquer raça.